# Ramadi
Ar Ramadi (în arabă الرمادي, Ar-Ramādī) este un oraș din centeul Irakului.
La mijlocul lunii mai 2015, orașul Ramadi a fost capturat de gruparea Statul Islamic.